# Ernst Fiala (Fußballspieler)
Ernst Fiala (* 23. Februar 1940 in Wien; † 11. November 2006 ebenda) war ein österreichischer Fußballspieler auf der Position des Stürmers.

## Karriere
Seine sportliche Karriere begann der gelernte Zimmermann in der Unterliga beim Wiener Bewegungssport-Club IX im 9. Bezirk, von wo er schon in jungen Jahren zum Nachwuchs der Wiener Austria wechselte. Für die Violetten debütierte er 1959 mit 19 Jahren und blieb bis 1974 fixer Bestandteil der Kampfmannschaft.
Fiala gehörte zur Austria-Mannschaft, die anfangs der sechziger Jahre dreimal Meister wurde (1961, 1962 und 1963). Er trug wesentlich zu den Titelgewinnen 1969 und 1970 bei. Ihm gelang, woran viele gescheitert sind: die Umstellung vom „schönen“ Fußball zum harten Fußballgeschäft.
Nach seiner Karriere war Ernst Fiala bis zu seiner Pensionierung Trafikant im 20. Wiener Bezirk. Nach langer schwerer Krankheit ist Ernst Fiala, im Alter von 66 Jahren, in der Nacht von 10. auf 11. November 2006 verstorben. Er wurde am 24. November 2006 am Stammersdorfer Zentralfriedhof (Gruppe 1, Reihe 4, Nummer 18) beigesetzt.

## Ehrungen
Fiala wurde von seinem Stammverein Austria Wien zum Ehrenkapitän ernannt.

## Privates
Sein Spitzname war „Dralle“ (in Anlehnung an sein bevorzugtes Haarwasser Dr. Dralles Birken-Haarwasser).

## Stationen
- Bewegungssport-Club IX
- FK Austria Wien (1959–1974)

## Erfolge
- 5 × Österreichischer Meister: 1961, 1962, 1963, 1969, 1970
- 6 × Österreichischer Cupsieger: 1960, 1962, 1963, 1967, 1971, 1974

- 15 Länderspiele für die österreichische Fußballnationalmannschaft